# Clément Brun
Clément Brun (Avignone, 11 settembre 1868 – Avignone, 1920) è stato un pittore francese.
Maestro provenzale di pittura, fu il fondatore del Gruppo dei Tredici da cui prese vita la rinascita della pittura avignonese del XX secolo.

## Biografia
Iniziò i suoi studi d'arte alla Scuola di Belle arti di Avignone, dove ebbe come insegnante Pierre Grivolas. Su consiglio di quest'ultimo si trasferì a Parigi per seguire i corsi della Scuola di Belle arti della capitale tenuti da William Bouguereau e Tony Robert-Fleury. Si iscrisse in seguito anche all'Académie Julian e studiò sotto la guida di Gabriel Ferrier e di Jules Joseph Lefebvre, prima di diventare vice-direttore dell'Accademia stessa.
Tornato in Provenza fondò il Gruppo dei Tredici, di cui fu presidente e guida. Il Gruppo allestì la sua prima mostra nel dicembre del 1912.
Morì ad Avignone nel 1920, stimato ed apprezzato da tutta la comunità.

## Opere
Le sue opere si trovano nei seguenti musei:
- Museo Calvet, Avignone: Rue à Villeneuve-lès-Avignon - Portrait d'Édouard Raynolt - Portrait de M.me Morisque.